# Biarmosuchus
 (novembre 2019).
Genre
Espèces de rang inférieur
- † Biarmosuchus tener Tchudinov, 1960, (espèce type)
- † Biarmosuchus tchudinovii Ivakhnenko, 1999

Biarmosuchus est un genre fossile de thérapsides biarmosuchiens qui vivait il y a environ 267 millions d'années au cours de l'époque du Permien moyen. Biarmosuchus a été découvert dans la région de Perm en Russie. Le premier spécimen a été trouvé dans un chenal gréseux déposé par les eaux des crues des rivières en provenance des jeunes montagnes de l'Oural. 

## Description

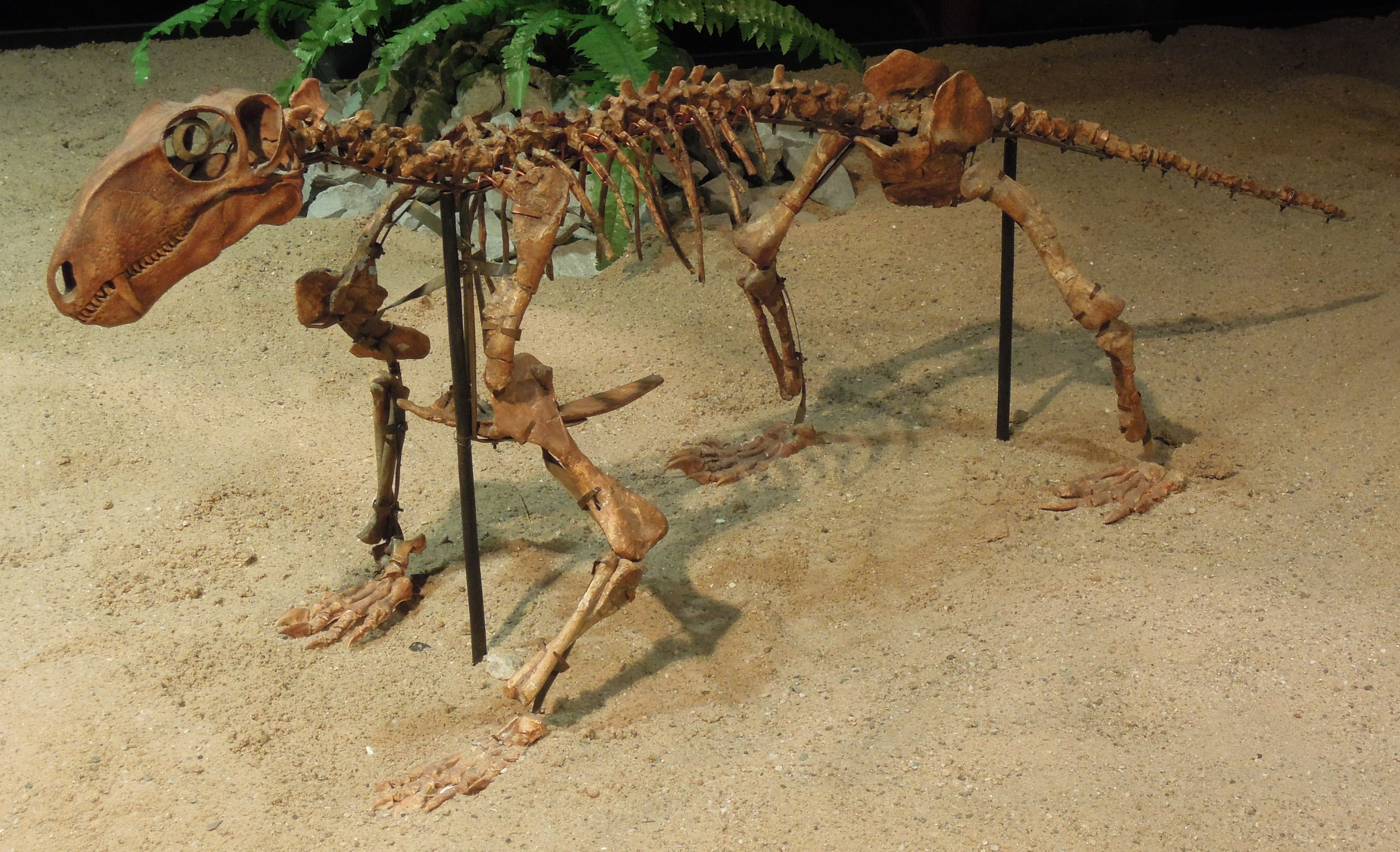
Squelette de Biarmosuchus tener.

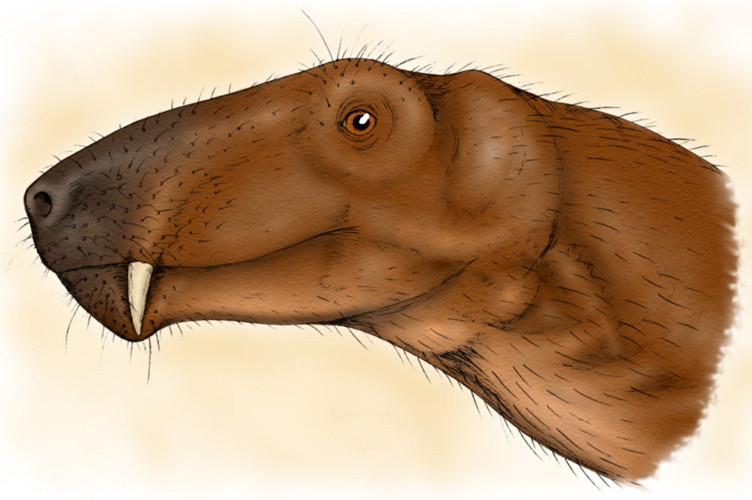
Vue d'artiste de la tête de Biarmosuchus tener.

Biarmosuchus était un prédateur de taille moyenne, semblable à un grand chien, atteignant 1,50 à 2 mètres de long avec un crâne d'une longueur de 15 à 21 cm. C'était un animal de construction légère, probablement agile, qui se serait nourri de tétrapodes plus petits. Sa denture contient huit petites incisives au palais, suivies de cinq canines sur chaque côtés du maxillaire. Ainsi, ensemble, l’espèce possède quatorze dents supérieures et douze dents inférieures de petite taille.

## Voir également
- Liste des synapsides non-mammaliens